# Lynda Day George
Lynda Day George (* 11. Dezember 1944 als Lynda Day in San Marcos, Texas) ist eine US-amerikanische Schauspielerin.

## Leben
Lynda D. George begann ihre Karriere unter ihren Geburtsnamen Anfang der 1960er Jahre. Sie spielte zunächst Gastrollen in Fernsehserien wie Flipper, Mannix und Bonanza. Während der Dreharbeiten zum John-Wayne-Western Chisum verliebte sie sich in den Schauspieler Christopher George, den sie kurz darauf heiratete. Seitdem trat sie unter ihrem neuen Namen auf. 1971 erhielt sie eine wiederkehrende Rolle in der Fernsehserie Kobra, übernehmen Sie. Hierfür wurde sie 1972 für den Golden Globe Award und 1973 für den Emmy nominiert. Mitte der 1970er Jahre spielte sie Nebenrollen in den Miniserien Roots und Reich und Arm. Bis zu dessen Tod 1983 trat sie in mehreren Produktionen gemeinsam mit ihrem Mann auf, darunter Love Boat, Vegas und Panik in der Sierra Nova. Seitdem hatte sie nur noch wenige Serienauftritte, unter anderem einen Cameo-Auftritt in In geheimer Mission, der Neuauflage von Kobra, übernehmen Sie, bevor sie sich von der Schauspielerei zurückzog.
Day war seit 1985 bis zu seinem Tod am 4. Dezember 2010 mit dem Schauspieler Doug Cronin verheiratet. Day George lebt in Kalifornien, aus ihren drei Ehen hat sie zwei Kinder.

## Filmografie (Auswahl)
- 1967: Mannix (Fernsehserie, eine Folge)
- 1967: Invasion von der Wega (The Invaders, Fernsehserie, eine Folge)
- 1967: Auf der Flucht (The Fugitive, Fernsehserie, eine Folge)
- 1968: Bonanza (Fernsehserie, eine Folge)
- 1970: Chisum
- 1971–1973: Kobra, übernehmen Sie (Mission: Impossible, Fernsehserie, 34 Folgen)
- 1973, 1975: Barnaby Jones (Fernsehserie, zwei Folgen)
- 1974: Petrocelli (Fernsehserie, eine Folge)
- 1974: Kung Fu (Fernsehserie, eine Folge)
- 1976: Reich und Arm (Rich Man, Poor Man, Miniserie, eine Folge)
- 1977: Roots (Miniserie, 4 Folgen)
- 1978: Vegas (Vega$, Fernsehserie, eine Folge)
- 1978: Abenteuer in Atlantis (The Amazing Captain Nemo) mit José Ferrer und Horst Buchholz
- 1978–1982: Love Boat (The Love Boat, Fernsehserie, 3 Folgen)
- 1978–1984: Fantasy Island (Fernsehserie, 5 Folgen)
- 1982: Pieces – Stunden des Wahnsinns (Mil gritos tiene la noche)
- 1985: Mord ist ihr Hobby (Murder, She Wrote, Fernsehserie, eine Folge)
- 1985: Hardcastle & McCormick (Hardcastle and McCormick, Fernsehserie, eine Folge)
- 1989: In geheimer Mission (Mission: Impossible, Fernsehserie, eine Folge)

## Auszeichnungen
- 1972: Golden Globe-Nominierung für Kobra, übernehmen Sie
- 1973: Emmy-Nominierung für Kobra, übernehmen Sie